# Casinaria mesozosta
Casinaria mesozosta är en stekelart som först beskrevs av Johann Ludwig Christian Gravenhorst 1829.  Casinaria mesozosta ingår i släktet Casinaria och familjen brokparasitsteklar. Arten är reproducerande i Sverige.

## Underarter
Arten delas in i följande underarter:
- C. m. pyreneator
- C. m. nigrata